# 尼诺弗
尼诺弗（荷蘭語：Ninove，荷蘭語發音：[ˈninoːvə] ⓘ）是比利时弗拉芒大區东佛兰德省阿爾斯特區的一座城市，位于登德尔地区与登德尔河畔，东与弗拉芒布拉班特省接壤，通行荷蘭語，是弗拉芒社群的一部分，面积73.12平方千米，人口39,626人（2022年1月1日）。